# Ліннв'ю (Кентуккі)
Ліннв'ю (англ. Lynnview) — місто (англ. city) в США, в окрузі Джефферсон штату Кентуккі. Населення — 945 осіб (2020).

## Географія
Ліннв'ю розташований за координатами 38°10′45″ пн. ш. 85°42′40″ зх. д. / 38.17917° пн. ш. 85.71111° зх. д. (38.179166, -85.711168).  За даними Бюро перепису населення США в 2010 році місто мало площу 0,48 км², уся площа — суходіл.

## Демографія
Згідно з переписом 2010 року, у місті мешкало 914 осіб у 412 домогосподарствах у складі 247 родин. Густота населення становила 1923 особи/км².  Було 445 помешкань (936/км²).
Расовий склад населення:
| - 94,4 % — білих - 2,3 % — чорних або афроамериканців - 0,2 % — корінних американців - 0,1 % — азіатів - 1,8 % — осіб інших рас |

До двох чи більше рас належало 1,2 %. Частка іспаномовних становила 4,4 % від усіх жителів.
За віковим діапазоном населення розподілялося таким чином: 19,9 % — особи молодші 18 років, 60,7 % — особи у віці 18—64 років, 19,4 % — особи у віці 65 років та старші. Медіана віку мешканця становила 41,9 року. На 100 осіб жіночої статі у місті припадало 85,4 чоловіків;  на 100 жінок у віці від 18 років та старших — 83,0 чоловіків також старших 18 років.
Середній дохід на одне домашнє господарство  становив 50 480 доларів США (медіана — 48 347), а середній дохід на одну сім'ю — 55 993 долари (медіана — 49 435). За межею бідності перебувало 9,9 % осіб, у тому числі 19,0 % дітей у віці до 18 років та 9,2 % осіб у віці 65 років та старших.
Цивільне працевлаштоване населення становило 520 осіб. Основні галузі зайнятості: освіта, охорона здоров'я та соціальна допомога — 32,1 %, роздрібна торгівля — 12,9 %, виробництво — 10,2 %, транспорт — 7,5 %.